# Moulin de Lembach
Le moulin de Lembach (Bas-Rhin) est composé d'un moulin à farine et d'un moulin à huile,,.

## Histoire
- Au début du XVIIe siècle, les Fleckenstein ont fait construire un moulin à papier sur la Sauer. Le papier portait en filigrane l’écusson des Fleckenstein. À côté du moulin à papier fonctionnait une fabrique de fil de fer.
- À la fin du XVIIe siècle : l’activité du moulin à papier a cessé et celui-ci a été transformé en moulin à farine.
- En 1866, le moulin a été acquis par la famille Lorentz qui en est restée propriétaire jusque dans les années 1990.
- En 1918, le moulin à huile (noix, colza, tournesol, glands et faines) du XVIIIe ou XIXe siècle dont les mécanismes étaient actionnés par un cheval a cessé de fonctionner pour abriter une petite scierie.
- En 1926, le moulin à farine a été modernisé : les grandes Roues à aubes ont été remplacées par une turbine. Il pouvait alors moudre 60 quintaux de blé en 12 heures.
- En 1936, le logis a été agrandi côté cour : ce bâtiment constitue la partie la plus récente du moulin.
- Depuis 1993, le moulin est désaffecté.